# Von Rothstein
von Rothstein är en adlig släkt som kunnat spåras till 1600-talets Alingsås. 1714 inflyttade den föräldralöse Anders Rothstein (1698-1772) till Stockholm och tog tjänst hos linkrämaren Olof Höckert. Anders Rothstein startade egen linkramrörelse och blev sedermera rådman i Stockholm och en av stadens fullmäktige vid riksdagarna 1751–1752 och 1760–1762. Ett av hans barn var grosshandlaren i Åbo och i Stockholm, hovintendenten Simon Peter Rothstein (1730–1806) som 1782 adlades i tysk-romerskt riksadligt stånd med namnet von Rothstein av den tysk-romerske kejsaren Josef II. Han utnämndes 1785 även till kommerseråd av Gustav III.

## Kända medlemmar
- Anders Rothstein, handelsman och politiker
- Simon Peter von Rothstein, grosshandlare
- Emil Edvard von Rothstein, arkitekt
- Emma Augusta von Rothstein, pianist
- Tillie von Rothstein, artist